# Harry Kirke Swann
Harry Kirke Swann (Malquoits, Ewhurst (Surrey) 18 maart 1871 - Barnet, Groot-Londen 14 april 1926) was een Britse ornitholoog en vakboekauteur. Zijn onderzoeksfocus waren roofvogels en de Britse avifauna. 

## Jeugd en opleiding
Swann kreeg vooreerst particulier onderricht. Aansluitend bezocht hij de Roan School in Greenwich en ten slotte had hij een privéleraar in Brighton. Zijn interesse voor de natuur en speciaal voor de vogelkunde werden reeds in zijn vroege kinderjaren aangewakkerd. 

## Carrière
Op 20-jarige leeftijd reisde hij naar de Oost-Canadese provincie Nova Scotia, waarover hij in 1895 het werk Nature in Arcadie publiceerde. Nadat hij in 1892 teruggekeerd was naar Engeland, richtte hij het magazine Naturalists' Journal op, dat na twee edities van Seth Lister Mosley (1848-1929) werd uitgegeven. In dit magazine verscheen in 1892 Swanns eerste artikel Bird Life on Epsom Common. In 1893 publiceerde hij het werk Birds of London, waarin hij zijn zevenjarige ornithologische veldwerk in het Londen District beschrijft. In 1896 volgde A Concise Handbook of British Birds. In hetzelfde jaar was hij heruitgever van de vijfde editie van Francis Orpen Morris' standaardwerk History of British Birds en hij ontfermde zich over de heruitgave van Henry Seebohms British Birds. In het voorjaar van 1896 richtte Swann het vogelmagazine The Ornithologist op, dat echter na een editie weer werd opgedoekt.
In 1904 werd hij medewerker van de uitgeversboekhandel Messrs. John Wheldon & Co, die was gespecialiseerd in natuurhistorische werken en in 1921 met de uitgeverij William Wesley & Sons fuseerde. Tijdens deze periode verwierf hij een omvangrijke ornithologische en bibliografische kennis. In 1913 verscheen bij de uitgeverij van Harry Witherby zijn standaardwerk A Dictionary of English and Folk-Names of British Birds. In 1917 publiceerde hij samen met William Herbert Mullens (1866-1946) het werk A Bibliography of British Ornithology, een lexicon over Britse ornithologen. In 1920 werd Swann lid van de British Ornithologists' Union.
In 1930 publiceerde Alexander Wetmore postuum het door Swann begonnen boek A Monograph of the Birds of Prey (Order Accipitres), dat tot de uitmuntende standaardwerken over roofvogels in de eerste helft van de 20e eeuw telt.

## Beschreven soorten
Tot de door Swann beschreven soorten behoren de Traylors bosvalk (1919), de Kaapverdische buizerd (1919) en de witkraagwouw (1922). Verder beschreef hij onder andere ondersoorten van de Afrikaanse koekoekswouw (Aviceda cuculoides batesi, 1920), de roodbroekdwergvalk (Microhierax caerulescens burmanicus, 1920) en de grijsgestreepte buizerd (Buteo nitidus costaricensis, 1922).

## Privéleven en overlijden
Swann overleed op 14 april 1926 op 55-jarige leeftijd aan de gevolgen van een operatie in het Barnet Cottage Hospital in Londen.
- Bibliothèque nationale de France: cb129370171 (data)
- Gemeinsame Normdatei: 117679194
- International Standard Name Identifier: 0000 0000 8927 047X
- Library of Congress Control Number: n89670434
- Nederlandse Thesaurus van Auteursnamen: 129490423
- Istituto Centrale per il Catalogo Unico: RMRV023527
- Système universitaire de documentation: 13632665X
- Virtual International Authority File: 37047109
- WorldCat: E39PBJd3GWvkVBfxPmKqY7jjYP